# Cabane de Tracuit
La Cabane de Tracuit (anche detta Tracuit Hut) è un rifugio alpino collocato nelle Alpi Pennine a 3.256 m s.l.m.

## Caratteristiche e informazioni
La Cabane è situata sopra Zinal nei pressi del Col de Tracuit, colle situato tra Les Diablons e la Tête de Milon.
Viene utilizzata in particolare per la salita al Bishorn, uno dei 4000 tra i più facili a salire.

## Storia

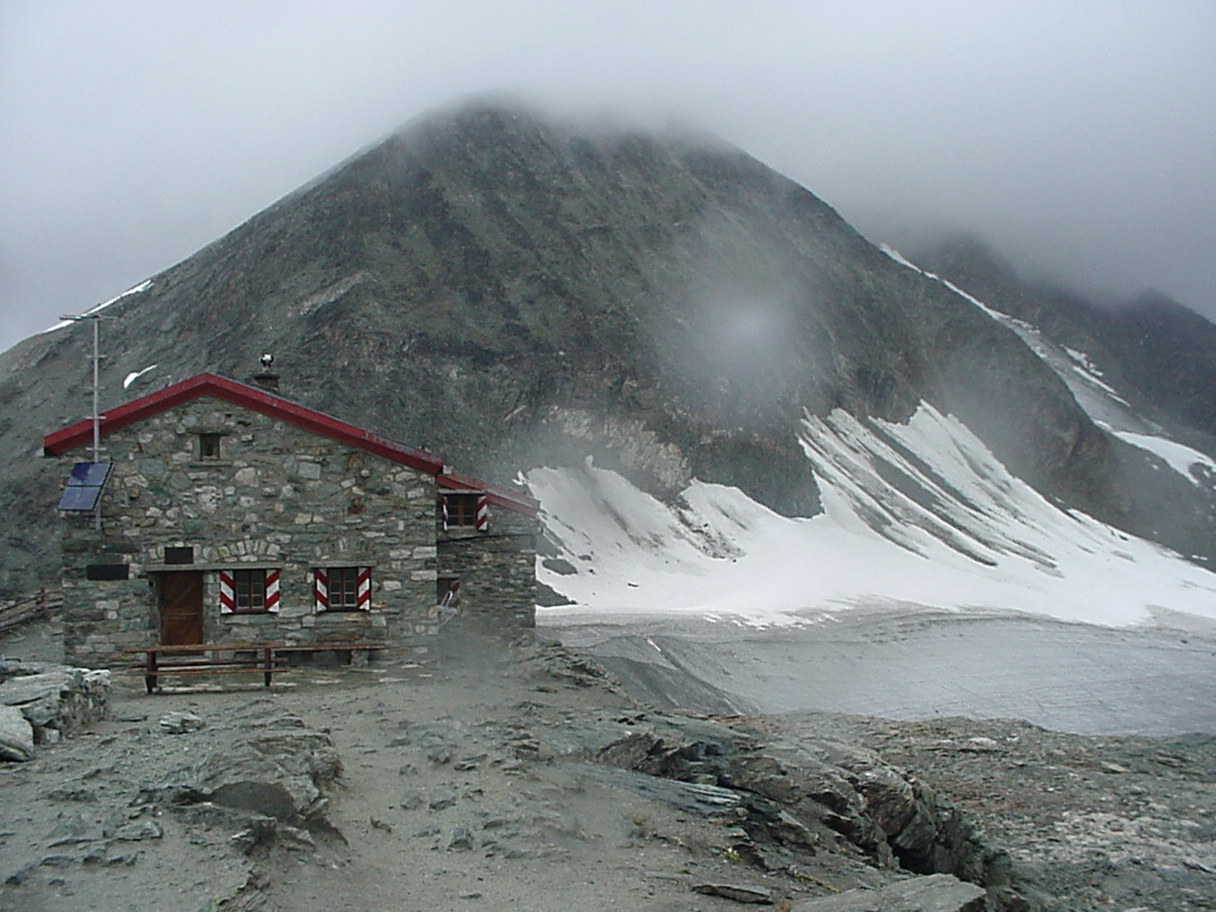
Il rifugio precedente a quello inaugurato nel 2013. Alle spalle le propaggini di Les Diablons.

Un primo rifugio fu inaugurato nel 1929. Nel 1937 vi fu un primo ampliamento. Nel 2013 fu inaugurato un nuovo rifugio portando la capienza a 120 persone circa; nel contempo il rifugio precedente è stato demolito e ne rimane la parte inferiore per delimitare la terrazza e proteggerne i suoi fruitori dal vento.

## Accessi
Il rifugio è raggiungibile da Zinal in 4/5 ore di cammino. In dettaglio dal paese ci si innalza sulla destra orografica raggiungendo dapprima Chiesso (2.050 m) e poi passando nei pressi del Roc de la Vache (2.581 m). Si passa poi all'Alpage de Combautanna ed infine si risale al Col de Tracuit dove è collocato il rifugio.

## Ascensioni
La Cabane è punto di partenza per diverse ascensioni:
- Weisshorn - 4.505 m
- Bishorn - 4.153 m
- Tête de Milon - 3.693 m
- Les Diablons - 3.609 m

## Traversate
- Turtmannhütte - 2.519 m
- Cabane Topali - 2.675 m
- Cabane d'Ar-Pitetta - 2.786 m